# 王清华 (1932年)
王清华（1932年8月—2020年10月31日），原名敦国，安徽省庐江县陈埠乡竹房村人，中华人民共和国政治人物。曾任安徽省交通厅厅长、安徽省对外经济贸易委员会主任。

## 生平
1949年8月参加工作，1954年6月加入中国共产党。历任庐江县育英小学教师，庐江县委宣传部干事，中共安徽省委办公厅秘书，安徽省革委会工交组秘书，安徽省经济计划组副组长，安徽省经委处长，安徽省工交办公室副主任、党组成员，安徽省经委副主任兼安徽省电子工业局党组书记。1979年3月，担任安徽省经济委员会副主任、党组副书记。之后兼安徽省交通厅厅长、党组书记，安徽省对外经济贸易委员会主任。1988年11月至1992年1月，担任党组书记。1993年9月退休。其著有《论工业管理若干问题》、《交通建设探讨》等，主编《交通工作指南》等书。于2020年10月31日在合肥逝世，享年88岁。